# Erik Haarh
Erik Haarh (? - 1 december 1993) was een Deens tibetoloog. Hij leverde pionierswerk op het gebied van het religieuze ethos van het Tibetaanse keizerrijk en zijn bijdragen aan de studie van de Zhangzhung-taal.

## Studie
Haarh had gedurende zijn studie veel interesse gehad in de Tibetaanse taal en cultuur. Veel van deze specialistische literatuur was niet beschikbaar in Denemarken en liet hij via contacten in Londen toesturen.
Hij studeerde af in 1948 en begon vervolgens met de studie in de godsdienstgeschiedenis, met als doel een verhandeling te schrijven over het boeddhisme. Hiervoor moest hij zich bezighouden met een intensieve taalstudie. Hij vertrok hierom naar Rome, waar hij Giuseppe Tucci ontmoette en andere professors, zoals Raffaele Pettazzoni en Walter Simon. Tijdens zijn verblijf in Rome nam hij colleges in Sanskriet, Hindi, Pali, Tibetaans en Chinees. Hij promoveerde uiteindelijk in 1955.

## Loopbaan
Na zijn promotie werkte hij aan de Universiteit van Kopenhagen als onderwijsassistent Tibetaanse taal en cultuur. In 1956 kreeg hij werk als bibliothecaris in de oriëntafdeling van de Det Kongelige Bibliotek en in 1962 werd hij hoofd van de afdeling.
In de erop volgende jaren maakte hij veel onderzoeksreizen in Europa en was hij gastspreker in veel verschillende universiteiten. Vanaf 1969 werd hij hoofd van de afdeling Geschiedenis/Religie van de Universiteit van Aarhus.
Hetzelfde jaar voltooide hij zijn werk over de Yarlung-dynastie. Hierna werkte hij aan verschillende catalogi, waaronder een vergelijkende lijst van de edities van de Kangyur in Lhasa en Dergé en een catalogus van de oosterse manuscripten en houtsnedewerken die zich in Denemarken bevonden.
Hij werkte verder met enkele van zijn studenten in religie aan een serie studiemateriaal. Ook gaf hij lezingen en training ter voorbereiding van een schoolproject dat werd georganiseerd door UNESCO.
Begin 1983 werd Haarh professor voor de faculteit van Theologie.